# Susanne Vebel
 Der er for få eller ingen kildehenvisninger i denne artikel, hvilket er et problem. Du kan hjælpe ved at angive troværdige kilder til de påstande, som fremføres i artiklen.

Susanne Vebel (født 1. juli 1948, død 17. maj 2024) var en dansk forfatter, oversætter og forlægger (Forlaget alma).
Hun blev student fra Frederiksborg Statsskole i 1966, færdiguddannet fra Danmarks Biblioteksskole 1970, og havde diverse ansættelser som bibliotekar 1970-1984 (Søllerød, Brøndby og Frederikssund kommuner).
Aktiv i Dansk Forfatterforening med base i Børne- og Ungdoms-litteraturgruppen – og i mindre grad Dansk Oversætterforbund.
Hun havde sæde i en del kulturudvalg og -styrelser, eksempelvis Litteraturrådets udvalg for illustreret litteratur 1996-2000, Repræsentantskabet for Center for Børnelitteratur 2002-2005 og Kulturministeriets forfatterprisudvalg for børne- og ungdomslitteratur 2003-2007.
Et par år fungerede hun som huspoet for Paraplyteatret (v. Ray Nusselein).
Fra begyndelsen af 70'erne var hun i mange år konsulent, free lance redaktør og/eller udenlandsk kontakt for en række forlag.
Hun underviste i – og holdt foredrag om, litteratur, formidling og oversættelse i Danmark (bl.a. Københavns Universitet, de to biblioteksskoler og Dansk Forfatterforening) og internationalt (bl.a. Letland og Grønland). 
Forfatter til omkring en snes titler, debut med Bogen om Jules Verne. Forfatteren. Bøger. Film. Teater’ (1978), desuden billedbøger (eksempelvis Signe kom nu, Det skøre hus og Nina Sardina), fagbøger (bl.a. tre bind Klæd ud! og Marias briller) plus en del gendigtninger af folkeeventyr (eksempelvis Evige Bjerg og de tre stærke kvinder og Den hvide trane).
Susanne Vebel var en af Danmarks mest aktive oversættere, med over 450 titler bag sig.
Hun var forlægger med Forlaget alma siden 1983, med særlig vægt på kunstneriske billedbøger.

## Hæderspriser
- 1983 – Forlaget Fremads Kulturpris som forfatter.
- 1988 – IBBY’s (International Board on Books for Young People) International Honour Prize som oversætter.
- 1993 – Klods Hans Prisen uddelt af Selskabet for Børnelitteratur (dansk afdeling af IBBY) som ’avantgardistisk og kvalitetsbevidst forlægger’ og som oversætter.
- 2000 – Kjeld Elfelts Mindelegat som oversætter af børne- og ungdomslitteratur.
- 2010 – Dansk Oversætterforbunds Ærespris som oversætter med vægt på børne- og ungdomsbøger.
- 2010 – F. Hendriksen Medaljen fra Forening for Boghaandværk tildelt forlaget for ’en særlig indsats ved udgivelsen af flere veludførte bøger’ – ’i den gode børnebogs tjeneste’.